# Casa Banfi
Casa Banfi è un palazzo storico di Milano situato in via Brera n. 9.

## Storia e descrizione
L'origine dell'edificio non è certa: i primi documenti sul complesso giungono dal XVI secolo, tuttavia l'aspetto attuale del palazzo deriva da rimaneggiamenti effettuati tra il XVII ed il XVIII secolo. Stranemente sobrio per il periodo di costruzione, l'unico elemento elaborato di decorazione del fronte è costituito dal portale incorniciato da lesene che terminano in mensole a doppia voluta che reggono il balcone del piano nobile con ringhiera in ferro battuto. Le finestre sono inquadrate da semplici cornici in stucco.